# Ernst Ludwig (Unternehmen)
Das Unternehmen Ernst Ludwig stellte im sächsischen Lausa (seit 1999 Stadtgebiet von Dresden) Objektive her.
Es handelt sich meist um günstige Einsteigerobjektive, die unterhalb des Wettbewerbs (Carl Zeiss, Jena, oder auch Meyer-Optik, Görlitz) angesiedelt waren. Ab 1972 war Ernst Ludwig Teil des VEB Kamerafabrik Freital, welcher 1980 im Kombinat VEB Pentacon aufging.
Ludwig-Objektive wurden unter den folgenden Markennamen vertrieben:
- Auxanar (Cooke-Triplet für Vergrößerer)

- Cosmar (fünflinsiges, erweitertes Triplet mit verkitteten Vorder- und Hintergliedern)

- Enoldar

- Kosmar (vierlinsiges, erweitertes Triplet mit verkitteten Frontlinsen)

- Meritar (Cooke-Triplet oder Tessar-Typ)

- Peronar

- Victar (Cooke-Triplet)

- Vidar

- Vidanar

Insbesondere das Meritar fand weite Verbreitung, z. B. als Objektiv der vom Reflekta-Kamerawerk Tharandt (später von Welta) produzierten zweiäugigen Reflekta-Spiegelreflexkamera.